# Jungle Fight 44
Jungle Fight 44 foi um evento de MMA, ocorrido dia 27 de Outubro de 2012 no Ginásio Poliesportivo da AABB da Lagoa Itu, São Paulo.

Quatro vencedores, dos sete totais da competição, garantiram vagas nas finais do GP (Jungle Belt), que acontecerá em dezembro, no Rio Grande do Sul. No combate principal do espetáculo, Ildemar Marajó derrotou rapidamente Ederson ‘’Lion’’, carimbando seu passaporte para a final do GP dos médios (até 84 kg). Nas outras semifinais de GP, Fabiano ‘’Soldado’’ superou Alexandre Capitão, e disputará o cinturão dos penas (até 66 kg), e Dimitry Zebroski atropelou o argentino Agustin Acuña, ficando a uma vitória do título dos leves (até 70 kg).Em outra luta válida pelo GP, dois lutadores que apareceram no Jungle Comunidade, torneio que reúne apenas atletas de comunidades, se enfrentaram. Sidnei ‘’Abedi’’ levou a melhor sobre Ralph Lorem e avançou à semifinal dos moscas (até 57 kg).

## Suporte Grand Prix dos Médios (Categoria até 84 Kg)
|  | Quartas de final | Quartas de final            | Quartas de final         |             |                     | Semifinais              | Semifinais           | Semifinais |  |  | Final | Final              | Final | Final | Final |
|  |                  |                             |                          |             |                     |                         |                      |            |  |  |       |                    |       |       |       |
|  | 15-5             | Ildemar ‘’Marajó’’          | Dec(Div)                 |             |                     |                         |                      |            |  |  |       |                    |       |       |       |
|  | 9-4              | Eder Jones                  | 3ºR 5:00                 |             |                     |                         |                      |            |  |  |       |                    |       |       |       |
|  | 9-4              | Eder Jones                  | 3ºR 5:00                 |             | 16-5                | Ildemar ‘’Marajó’’      | Sub (Chave de braço) |            |  |  |       |                    |       |       |       |
|  |                  |                             |                          |             | 16-5                | Ildemar ‘’Marajó’’      | Sub (Chave de braço) |            |  |  |       |                    |       |       |       |
|  |                  | 1-1                         | Ederson Lion Macedo      | 1ºR 1:32    |                     |                         |                      |            |  |  |       |                    |       |       |       |
|  | 1-0              | 1-1                         | Ederson Lion Macedo      | 1ºR 1:32    | Ederson Lion Macedo | Finalização (mata-leão) |                      |            |  |  |       |                    |       |       |       |
|  | 1-0              |                             |                          |             | Ederson Lion Macedo | Finalização (mata-leão) |                      |            |  |  |       |                    |       |       |       |
|  | 0-1              | Renato Doti                 | 1ºR 2:30                 |             |                     |                         |                      |            |  |  |       |                    |       |       |       |
|  |                  |                             |                          |             |                     |                         |                      |            |  |  |       | Ildemar ‘’Marajó’’ |       |       |       |
|  |                  |                             |                          |             |                     |                         |                      |            |  |  |       |                    |       |       |       |
|  | 7-2              | Itamar Rosa                 | Dec(Div)                 |             |                     |                         |                      |            |  |  |       |                    |       |       |       |
|  | 10-4             | Kleber Orgulho              | 3ºR 5:00                 |             |                     |                         |                      |            |  |  |       |                    |       |       |       |
|  | 10-4             | Kleber Orgulho              | 3ºR 5:00                 | Itamar Rosa |                     |                         |                      |            |  |  |       |                    |       |       |       |
|  |                  |                             |                          |             |                     |                         |                      |            |  |  |       |                    |       |       |       |
|  |                  |                             | Pedro da Rosa Neto       |             |                     |                         |                      |            |  |  |       |                    |       |       |       |
|  | 6-3              | Pedro da Rosa Neto          | Sub (chave de calcanhar) |             |                     |                         |                      |            |  |  |       |                    |       |       |       |
|  | 6-3              | Pedro da Rosa Neto          | Sub (chave de calcanhar) |             |                     |                         |                      |            |  |  |       |                    |       |       |       |
|  | 15-11            | Edvaldo Oliveira ‘’Gameth’’ | 3ºR 4:18                 |             |                     |                         |                      |            |  |  |       |                    |       |       |       |

| Campeão do Grand Prix dos Médios (Categoria até 84 Kg) |
| ------------------------------------------------------ |
| ? Campeão dos Médios (1º título)                       |

## Suporte Grand Prix Peso Leve (Categoria até 70 Kg)
|  | Quartas de final | Quartas de final        | Quartas de final |                     |  | Semifinais | Semifinais | Semifinais |  |  | Final | Final | Final | Final | Final |
|  |                  |                         |                  |                     |  |            |            |            |  |  |       |       |       |       |       |
|  | 4-0              | Sean 'Cubby' Peters     | TKO              |                     |  |            |            |            |  |  |       |       |       |       |       |
|  | 2-2              | Bazan Rojas             | 1ºR 1:16         |                     |  |            |            |            |  |  |       |       |       |       |       |
|  | 2-2              | Bazan Rojas             | 1ºR 1:16         | Sean 'Cubby' Peters |  |            |            |            |  |  |       |       |       |       |       |
|  |                  |                         |                  |                     |  |            |            |            |  |  |       |       |       |       |       |
|  |                  |                         | Dimitry Zebrosky |                     |  |            |            |            |  |  |       |       |       |       |       |
|  | 8-3              | Dimitry Zebroski        | TKO              |                     |  |            |            |            |  |  |       |       |       |       |       |
|  | 8-3              | Dimitry Zebroski        | TKO              |                     |  |            |            |            |  |  |       |       |       |       |       |
|  | 0-1              | Agustin Acuna           | 1ºR 1:05         |                     |  |            |            |            |  |  |       |       |       |       |       |
|  |                  |                         |                  |                     |  |            |            |            |  |  |       |       |       |       |       |
|  |                  |                         |                  |                     |  |            |            |            |  |  |       |       |       |       |       |
|  | 4-2              | Lúcio Curado            | Dec(Div)         |                     |  |            |            |            |  |  |       |       |       |       |       |
|  | 2-2              | Gabriel Moraes          | 3ºR 5:00         |                     |  |            |            |            |  |  |       |       |       |       |       |
|  | 2-2              | Gabriel Moraes          | 3ºR 5:00         | Lúcio Curado        |  |            |            |            |  |  |       |       |       |       |       |
|  |                  |                         |                  |                     |  |            |            |            |  |  |       |       |       |       |       |
|  |                  |                         | Ary Santos       |                     |  |            |            |            |  |  |       |       |       |       |       |
|  | 3-2              | Ary Santos              | TKO              |                     |  |            |            |            |  |  |       |       |       |       |       |
|  | 3-2              | Ary Santos              | TKO              |                     |  |            |            |            |  |  |       |       |       |       |       |
|  | 5-2              | Robert ‘’Pato’’ Fonseca | 1ºR 1:03         |                     |  |            |            |            |  |  |       |       |       |       |       |

| Campeão do Grand Prix dos Leves (Categoria até 70 Kg) |
| ----------------------------------------------------- |
| ? Campeão dos Leves (1º título)                       |